# مژه‌ها چشم‌هایم را بخیه کرده‌اند
مژه‌ها چشم‌هایم را بخیه کرده‌اند دومین مجموعهٔ بکتاش آبتین، شاعر، کارگردان و زندانی سیاسی ایرانی، و اولین مجموعهٔ اشعار آزاد او است که در سال ۱۳۸۱ به چاپ رسید.

## مشخصات و درونمایه کتاب
مهدی کاظمی در اوایل دهه هشتاد، نام خود را به بکتاش آبتین تغییر داد و در سال ۱۳۸۱ دومین کتاب و اولین مجموعه اشعار آزاد خود به نام «مژه‌ها، چشم‌هایم را بخیه کرده‌اند» را در ۶۱ صفحه به‌چاپ رساند که تجربه‌هایی نزدیک به جریان «شعر گفتار» بود و طنز تلخی در بسیار از اشعار آن به‌چشم می‌خورد.
این مجموعه-که شامل ۳۲ قطعه شعر در قالب سپید و با مضامین اجتماعی و زبانی مدرن بود-توسط نشر «نگیما» به‌چاپ رسید.

## نقد و نظر
حافظ موسوی، شاعر و منتقد، در مصاحبه‌ای با رادیو فردا بیان می‌کند که اشعار این کتاب، اولین آثاری بوده‌است که از بکتاش آبتین خوانده و مورد توجه مسئولان مجله کارنامه در آن زمان (او و منوچهر آتشی) قرار گرفته بوده‌است. مظاهر شهامت، شاعر، زبان امروزین و محتوایی در پاسداشت مهربانی انسان را از ویژگی‌های بارز این مجموعه برشمرده است. همچنین از مهم‌ترین تکنیک‌های استفاده‌شده در این مجموعه، به‌کارگیری صفت و موصوف‌های نامأنوس است که با هدف غیرمنتظره کردن زبان، بسامد بالایی دارد. رضا شیدا، منتقد، نیز به تسلط او بر کلمات و بار معنایی آنها اشاره کرده و دو عنصر روایت و تصویر را در این مجموعه پررنگ می‌داند.
شهرنوش پارسی‌پور، نویسنده و منتقد، این مجموعه (و مجموعهٔ شناسنامه خلوت را) را تحت‌تاثیر اشعار بیژن نجدی می‌داند و مواردی مانند جان دادن به اشیا و توجه به عرفان ذن را شاهدی بر این استقبال ذکر می‌کند، هرچند آن را تقلید نمی‌داند.